# Andreas Ganzland
Andreas Ganzland (* 30. März 1607 in Halle; † 25. Oktober 1663 in Dresden) war ein deutscher Mediziner und kursächsischer Leibarzt.

## Leben und Beruf
Ganzland wurde als Sohn des Kaufmanns Tilemann Ganzland († 1622) und Catharina Knorr in Halle geboren. Am 23. Juni 1623, im Alter von knapp 16 Jahren, immatrikulierte er sich als nicht-vereidigter Student in Wittenberg. Seine schulische Bildung setzte er anschließend am Gymnasium in Halle fort und begann 1626 sein offizielles Studium mit der Immatrikulation in Leipzig. Dort graduierte er am 2. Juni 1636 zum Lizentiaten der Medizin und promovierte am 13. August 1640 zum Thema „De dysenteria“.
Nach seiner Graduierung arbeitete Ganzland zunächst als praktizierender Arzt in Dresden. Von 1645 bis 1646 betreute er für anderthalb Jahre einen adligen Patienten in Prag. Seine Karriere als kursächsischer Leibarzt begann er erst dreizehn Jahre nach seiner Promotion, als er 1653 zum Leibarzt von Johann Georg I. und zum Inspektor des kursächsischen Chemielabors ernannt wurde.
Eine weitere Bestallung erhielt Ganzland am 13. Dezember 1656, bei der er neben dem Fürstenpaar auch den Erbprinzen und dessen Tochter medizinisch betreuen sollte. Zusätzlich wurde ihm aufgetragen, in Zusammenarbeit mit dem Chemiker Benedict Hinckelmann die im geheimen Laboratorium hergestellten Arzneien zu überwachen. Diese waren speziell für die herzogliche Familie bestimmt. Ganzland war zudem für die geheime Zubereitung der Arzneien verantwortlich und musste ein genaues Tagebuch führen, um dem Kurfürsten regelmäßig Bericht zu erstatten. Aufgrund seines spezialisierten Aufgabenbereichs blieben ihm Reisen erspart, was jedoch mit einem reduzierten Gehalt von 400 statt der üblichen 500 Florin und sechs statt acht Schragen Buchenholz entschädigt wurde. Dies ermöglichte es ihm, seine sonstigen Patienten ungestört zu behandeln.

## Familie
Andreas Ganzland war der ältere Bruder von Jacob (1610–1663) und Johann Ganzland. Nach dem frühen Tod ihres Vaters besuchte Jacob die Stadtschule in Halle. Während Andreas seine Studien fortsetzen konnte, musste Jacob diese aufgrund der familiären Umstände abbrechen. Trotzdem blieben die Brüder eng verbunden; Jacobs Tod am 22. November 1663, nur einen Monat nach dem Tod von Andreas am 25. Oktober desselben Jahres, wird in der Leichpredigt als Folge seiner tiefen Trauer beschrieben.
Am 16. Januar 1644 heiratete Andreas Ganzland Ursula Veronica Hinckelmann, deren Vater, Benedict Hinckelmann, ebenfalls als Chymnicus und Leibarzt tätig war und eng mit Andreas zusammenarbeitete. Das Paar hatte mehrere Kinder, darunter Benedict Ganzland (* in Dresden; † März 1694), der zum Zeitpunkt des Todes seines Vaters Philosophiestudent in Leipzig war, beruflich in die Fußstapfen seines Vaters folgte und ab 1669 als Arzt in Dresden praktizierte. Am 21. Juli 1687 wurde er als Stadtarzt in Dresden bestätigt. Er verstarb im März 1694.